# فيل جوزيف
فيل جوزيف (بالإنجليزية: Philip Joseph)‏ هو لاعب دوري الرغبي بريطاني، ولد في 10 يناير 1985 في هدرسفيلد في المملكة المتحدة.